# Дома 1164 км
Дома 1164 км — населённый пункт в Камбарском районе Удмуртии. Входит в состав Шольинского сельского поселения.

## География
Населённый пункт расположен на юго-востоке республики, вблизи реки Кама, на расстоянии примерно в 8 километрах по прямой к северо-западу от районного центра Камбарки. Примыкает, вместе с упразднённым посёлком Чёрная речка к селу Кама Камского сельского поселения. Домохозяйства селения находятся на ул. Чёрная села Кама и обслуживаются почтовым отделением села Кама.

## История
Населённый пункт появился при строительстве железной дороги. В селении жили семьи тех, кто обслуживал железнодорожную инфраструктуру.

## Население
| 2010 | 2012 |
| ---- | ---- |
| 69   | ↘67  |

## Инфраструктура
Путевое хозяйство Ижевского региона Горьковской железной дороги. Действовал остановочный пункт 1164 км.

## Транспорт
Автомобильный и железнодорожный транспорт.